# Il villino di Landor
Il villino di Landor è un racconto breve di Edgar Allan Poe.

## Trama
L'opera è presentata come appendice a Le terre di Arnheim.
L'autore descrive un villino (cottage) in cui si è imbattuto nel corso di un'escursione estiva nella valle del fiume Hudson, Stato di New York. L'intera opera è una descrizione estremamente dettagliata dell'abitazione del signor Landor e dello spazio naturale circostante.